# Teorema di Viviani

Per ogni punto (interno) P di un triangolo equilatero, la somma delle sue distanze dai tre lati s + u + t è costante, e uguale all'altezza del triangolo.

Il teorema di Viviani, un teorema della geometria euclidea, afferma che la somma delle tre distanze dai lati di un qualunque punto di un triangolo equilatero è costante, e uguale all'altezza del triangolo. Prende il nome dal matematico italiano Vincenzo Viviani (1622-1703) che lo dimostrò.

## Dimostrazione
La dimostrazione si basa sul fatto che l'area del triangolo è data dalla regola base per altezza diviso due.
Sia ABC un triangolo equilatero di altezza h e lato a.
Sia P un punto interno del triangolo, e u, s, t le distanze da P dai suoi rispettivi lati. I segmenti che da P incontrano i vertici A, B, e C, suddividono il triangolo ABC in tre triangolini PAB, PBC, e PCA. Poiché il triangolo è equilatero, le loro rispettive basi sono uguali (e costanti) al lato a del triangolo ABC.
Le tre rispettive aree sono {\displaystyle {\frac {u\cdot a}{2}}}, {\displaystyle {\frac {s\cdot a}{2}}}, e {\displaystyle {\frac {t\cdot a}{2}}}.  La loro somma fornisce l'area del triangolo. Per cui:
{\displaystyle {\frac {u\cdot a}{2}}+{\frac {s\cdot a}{2}}+{\frac {t\cdot a}{2}}={\frac {h\cdot a}{2}}}
e quindi
u + s + t = h.
Q.E.D.